# 27120 Ізабельгокінс
27120 Ізабельгокінс (27120 Isabelhawkins) — астероїд головного поясу, відкритий 28 листопада 1998 року.
Тіссеранів параметр щодо Юпітера — 3,494.